# Acmocera joveri
Acmocera joveri är en skalbaggsart som beskrevs av Pierre Lepesme och Stefan von Breuning 1952. Acmocera joveri ingår i släktet Acmocera och familjen långhorningar. Inga underarter finns listade i Catalogue of Life.